# NGC 6923
NGC 6923 је спирална галаксија у сазвежђу Микроскоп која се налази на NGC листи објеката дубоког неба.
Деклинација објекта је - 30° 49' 55" а ректасцензија 20h 31m 39,0s. Привидна величина (магнитуда) објекта NGC 6923 износи 11,9 а фотографска магнитуда 12,7. Налази се на удаљености од 36,437 милиона парсека од Сунца. NGC 6923 је још познат и под ознакама IC 5004, ESO 462-29, MCG -5-48-17, AM 2028-310, IRAS 20285-3100, PGC 64884.